# Club de Fútbol Profesional de la Universidad de Chile
Il Club Universidad de Chile, meglio conosciuto come Universidad de Chile o, più semplicemente, La U, è una società calcistica di Santiago, in Cile. Milita nella Primera División, la massima divisione del campionato cileno di calcio.
Fondato nel 1927, è, insieme al Colo-Colo e all'Universidad Catolica, una delle squadre di calcio più titolate del Cile, avendo vinto 18 campionati nazionali di prima divisione, un campionato di seconda divisione, 5 Coppe del Cile e una Supercoppa del Cile. A livello internazionale ha vinto la Coppa Sudamericana nel 2011, senza subire sconfitte, e ha raggiunto quattro volte le semifinali della Coppa Libertadores (nel 1970, 1996, 2010 e 2012).
Gioca in tenuta blu, colore adottato nel 1943, e disputa le partite interne nello Stadio Nazionale del Cile, impianto da 48 665 posti.
Il 1º giugno 2012, l'IFFHS inserì l'Universidad de Chile al secondo posto della classifica dei migliori club al mondo relativa al mese di maggio 2012, ponendole davanti solo il Barcellona.

## Storia
La società fu fondata il 24 maggio 1927 con il nome di Club Deportivo Universitario dalla fusione delle società Náutico Universitario, Internado FC e Universitario de Atletismo y Federacion Universitaria.
Inizialmente il club era formato dagli studenti dell'Università del Cile, alla quale rimase collegata fino al 1980, quando fu deciso dall'allora presidente di separare l'attività della società calcistica da quelle dell'università, anche se mantenendo lo stesso nome e lo stesso stemma.
Il club retrocesse per la prima volta dalla massima serie nel 1988, per poi tornarvi immediatamente vincendo il campionato di seconda divisione nel 1989.
Nel 2006 il club dichiarò bancarotta ed entrò in amministrazione controllata, mentre i tifosi si opposero strenuamente alla volontà del nuovo proprietario di trasformare il club in società privata. Nel 2007 l'amministrazione controllata cedette il club ad un gruppo privato, l'Azul Azul. Nel 2008 il nuovo rettore dell'Università del Cile concesse nuovamente il nome e il simbolo dell'ateneo al club.

## Colori e simboli
Dalla ridenominazione in Internado Universitario, nel 1911, il club ha utilizzato come prima divisa la stessa dell'Internado Football Club del 1902, maglietta bianca con pantaloni e calzettoni blu scuro.
Dal 1934, dopo la ristrutturazione del club e la ridenominazione in Club Deportivo de la Universidad de Chile, la squadra modificò la divisa, adottando per la prima volta il colore blu per la maglietta, con la lettera "U" sul petto, com'era costume per gli universitari, oltre a pantaloni bianchi e calzettoni neri con bande blu. In seguito i calzettoni divennero completamente blu, salvo leggere varianti negli anni a venire.
Dalla fine degli anni '50 il club si è caratterizzato per l'uniforme completamente blu, abbandonando completamente il pantalone bianco. La tonalità del blu è variata significativamente nel corso degli anni, passando dal celeste al blu oltremare e al blu elettrico.
La seconda maglia è completamente bianca dalla fine degli anni '60, eccetto lievi variazioni (calzettoni o pantaloni blu). Nel 2001 la squadra utilizzò per la prima volta una seconda maglia completamente rossa. Da allora sia il rosso sia il bianco sono stati adoperati per la seconda maglia; entrambi i colori sono stati combinati nel 2014 e nel 2015. Nel 2012 fu introdotta una seconda divisa di colore giallo fosforescente, mal recepita da larga parte dei tifosi.

## Inno
L'inno del club fu composto nel 1933 da un gruppo di studenti di architettura dell'Università del Cile, che si ispirarono alla notte trascorsa a bordo della nave Reina del Pacífico, diretta ad Antofagasta. Fu Julio Cordero Vallejos, uno di questi studenti, a comporne la musica, scegliendo come titolo Romántico Viajero, "viaggiatore romantico".

## Giocatori

### Vincitori di titoli
Campioni del Sudamerica
- Johnny Herrera (Cile 2015 e USA 2016)
- José Manuel Rojas (Cile 2015)
- Gonzalo Jara (USA 2016)

## Palmarès

### Competizioni nazionali
- Primera División de Chile: 18

1940, 1959, 1962, 1964, 1965, 1967, 1969, 1994, 1995, 1999, 2000, Apertura 2004, Apertura 2009, Apertura 2011, Clausura 2011, Apertura 2012, Apertura 2014, Clausura 2017
- Copa Chile: 6

1979, 1998, 2000, 2012-2013, 2015, 2024
- Supercopa de Chile: 1

2015
- Primera B: 1

1989

### Competizioni internazionali
- Copa Sudamericana: 1

2011

## Organico

### Rosa 2023
Aggiornata al 30 gennaio 2023.
| N. |                      | Ruolo | Calciatore          |
| -- | -------------------- | ----- | ------------------- |
| 1  | Cile (bandiera)      | P     | Cristóbal Campos    |
| 2  | Cile (bandiera)      | D     | Daniel Navarrete    |
| 3  | Cile (bandiera)      | D     | Ignacio Tapia       |
| 4  | Cile (bandiera)      | D     | José Ignacio Castro |
| 5  | Argentina (bandiera) | D     | Emmanuel Ojeda      |
| 6  | Cile (bandiera)      | D     | Yonathan Andía      |
| 7  | Cile (bandiera)      | C     | Lucas Assadi        |
| 8  | Cile (bandiera)      | C     | Enzo Fernández      |
| 9  | Argentina (bandiera) | A     | Leandro Fernández   |
| 10 | Cile (bandiera)      | C     | Jeisson Vargas      |
| 11 | Cile (bandiera)      | C     | Darío Osorio        |
| 13 | Cile (bandiera)      | D     | Marcelo Morales     |
| 15 | Cile (bandiera)      | C     | Charles Aránguiz    |
| 16 | Cile (bandiera)      | A     | Nicolás Guerra      |
| 17 | Cile (bandiera)      | D     | Luis Casanova       |
| 18 | Cile (bandiera)      | A     | Franco Lobos        |

| N. |                      | Ruolo | Calciatore         |
| -- | -------------------- | ----- | ------------------ |
| 19 | Argentina (bandiera) | D     | Juan Pablo Gómez   |
| 20 | Argentina (bandiera) | D     | Federico Mateos    |
| 21 | Cile (bandiera)      | C     | Cristóbal Muñoz    |
| 22 | Argentina (bandiera) | D     | Matías Zaldivia    |
| 23 | Argentina (bandiera) | C     | Nery Domínguez     |
| 24 | Cile (bandiera)      | D     | Renato Huerta      |
| 25 | Cile (bandiera)      | P     | Pedro Garrido      |
| 28 | Cile (bandiera)      | C     | Israel Poblete     |
| 30 | Uruguay (bandiera)   | A     | Cristian Palacios  |
|    | Cile (bandiera)      | P     | Cristopher Toselli |
|    | Argentina (bandiera) | C     | Marcelo Cañete     |
|    | Argentina (bandiera) | C     | Nahuel Luján       |
|    | Cile (bandiera)      | P     | Rodrigo Cancino    |
|    | Cile (bandiera)      | C     | Mauricio Morales   |
|    | Cile (bandiera)      | C     | Simón Contreras    |
|    | Cile (bandiera)      | C     | José Gatica        |